# 鼻音除阻
鼻音除阻是一个语音学概念，指将一个辅音释放到鼻腔中。该音在国际音标中，以上标鼻音表记，例如猫薄荷的英语“catnip”[ˈkætⁿnɪp]中的[tⁿ]。
在某些语言中，这样的辅音可能发生在元音之前。这称为预停止鼻音。